# Vakantiepatronaat Het Zonneken

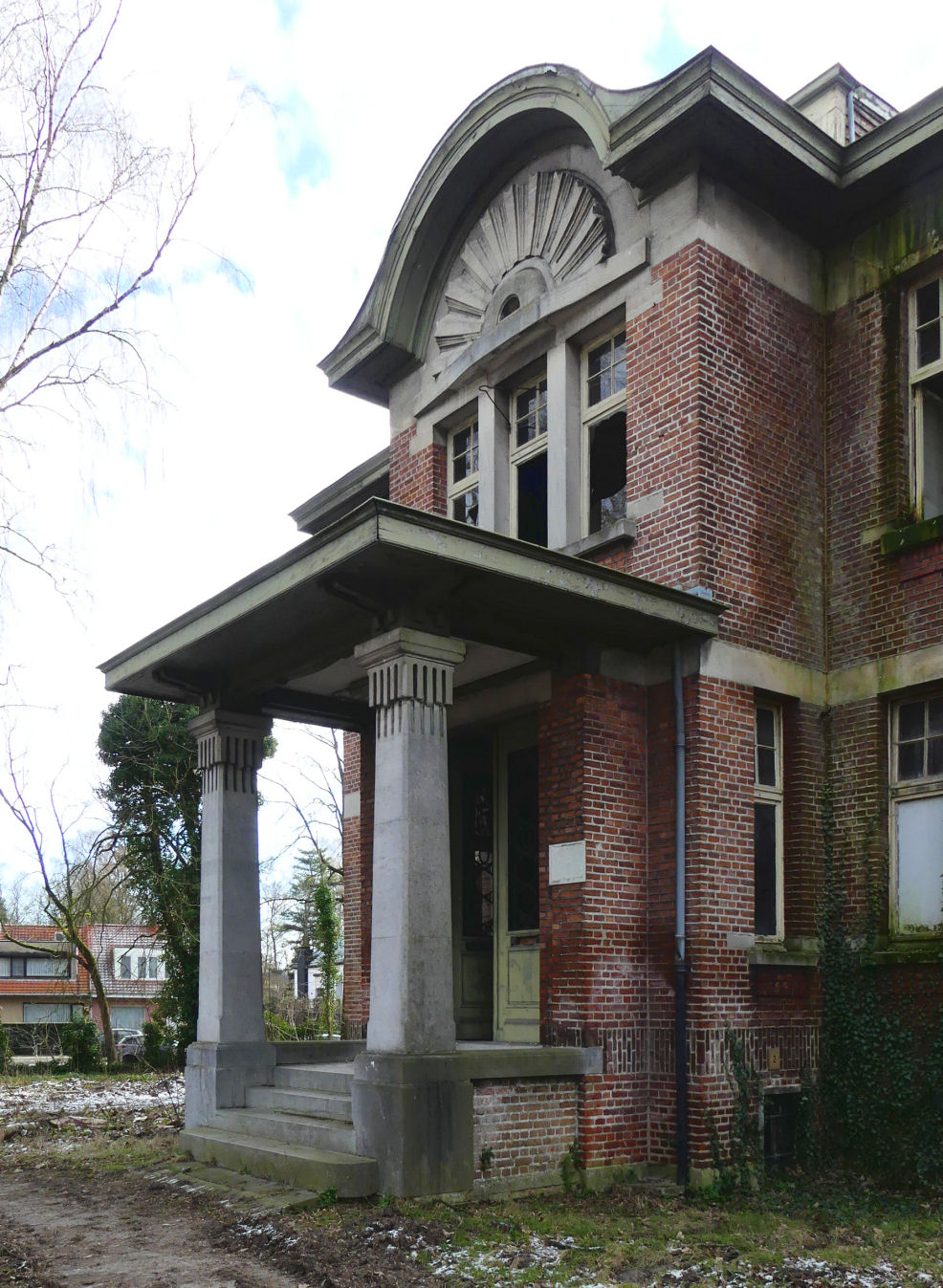
Ingang

Vakantiepatronaat Het Zonneken is een voormalige vakantiekolonie in de Oost-Vlaamse gemeente Sint-Niklaas. Het gebouw werd ca. 1930 opgetrokken in opdracht van textielfabrikant Edmond Meert ten behoeve van de opvang van jonge kinderen van zijn personeel. Het was een kinderdagverblijf voor kinderen tot één jaar en in de zomer een vakantiehuis voor kinderen van zes tot twaalf jaar. Meert probeerde op deze manier te voorzien in de sociale nood van zijn arbeiders.
Het gebouw is ontworpen in art-decostijl, het staat te midden van een grote tuin buiten de rand van Sint-Niklaas. Op de voorgevel prijkt een rijzende zon, gehouwen uit natuursteen. Sinds 1968 deed het gebouw dienst als school, en werd er de stedelijke schoolkolonie Prinses Josephine Charlotte gevestigd. Eind 20e eeuw stond het gebouw leeg en verviel het tot een ruïne. 
In 2022 werd aangekondigd dat het gebouw als 'Villa Meert' zal worden herbouwd tot appartementen en kantoorruimtes met behoud van de historische gevels.